# Deutsche Freischar
Die Deutsche Freischar – Bund der Wandervögel und Pfadfinder (DF) ist ein unabhängiger bündischer Pfadfinderverband in Deutschland. Zur Zeit der Weimarer Republik war die Deutsche Freischar eine wichtige Gruppierung innerhalb der deutschen Jugendbewegung. Entstanden aus der Vereinigung von zahlreichen kleineren Wandervogel- und Pfadfinderbünden, war sie neben dem Deutschen Pfadfinderbund und der Reichsschaft Deutscher Pfadfinder einer der größten und bedeutendsten Bünde der Bündischen Jugend.

## Geschichte
Die DF entstand 1926 aus dem Zusammenschluss des Großdeutschen Pfadfinderbundes (eine Vereinigung von Bund Deutscher Neupfadfinder und Bund der Ringpfadfinder) mit dem Alt-Wandervogel, Deutsche Jungenschaft, dem Wandervogel, Deutscher Jungenbund und dem Reichsstand, Gefolgschaft deutscher Wandervögel zum Bund der Wandervögel und Pfadfinder. Im März 1927 schloss sich der Bund der Köngener an, im April desselben Jahres erfolgte die Umbenennung in Deutsche Freischar, am 27. Oktober 1927 schloss sich der Wandervogel-Mädchenbund der Freischar an. Bis 1928 folgten weitere kleine Bünde, Ende 1929 zählte der Bund 12.000 Mitglieder (davon 1500 Frauen und Mädchen). Mitglieder des Bundes gab es in Deutschland und in Österreich, mit Schwerpunkten in Schlesien, Sachsen und Berlin-Brandenburg. 1928 erhielt die Deutsche Freischar einen an den Universitäten aktiven Flügel unter dem Namen Ring Akademischer Freischaren.
Die Deutsche Freischar wurde damit ein wichtiges Sammelbecken innerhalb der Bündischen Jugend, insbesondere für Gruppen des im Niedergang begriffenen Wandervogels. Mitte der 1920er Jahre waren die zuvor scharfen ideologischen Unterschiede innerhalb der Bündischen Jugend zurückgegangen. Dies begünstigte den Zusammenschluss in der Deutschen Freischar. Problematischer war vielfach der Verzicht auf Symbole der einzelnen Gruppen, wie Fahnen, Kluft und bestimmte Rituale. Daher verzichtete die Deutsche Freischar zunächst auf einheitliche Kleidung und übernahm als Symbol die Lilie der Pfadfinder. Als Aktionsform verhalf die Deutsche Freischar dem Arbeitslager zum Durchbruch. Sie verstand darunter zwei- bis dreiwöchige Lager mit 50 bis 150 Teilnehmern und einem Gleichgewicht aus körperlicher, musischer und intellektueller Arbeit.
Unter ihrem Bundesführer Ernst Buske, der übertrieben nationalistisches Gebaren ablehnte, steuerte die Deutsche Freischar einen Kurs politischer Mäßigung innerhalb der insgesamt nationalistischen Bündischen Jugend. Dafür war sie als „liberalistisch“ verschrien; und man bezichtigte sie sogar des Hochverrats, als sie sich 1928 weigerte, an den Demonstrationen rechtsgerichteter Kreise gegen den Young-Plan teilzunehmen. Die vergleichsweise liberale Haltung zeigte sich auch darin, dass es innerhalb der Organisation Widerstand gegen die versuchte Integration pointiert rechtsgerichteter Organisationen wie Deutsche Gildenschaft und Jungnationaler Bund gab. Innerhalb der Deutschen Freischar gab es von 1928 um Friedrich Borinski sogar einen Kreis, der der SPD nahe stand. Zuvor waren spätestens 1925 alle personellen Verbindungen zwischen Bündischer Jugend und Sozialdemokratie gekappt worden.
Im Verlauf des Jahres 1929 formulierte die Deutsche Freischar ihren Nationalismus pointierter. Nach dem unerwarteten Tod Buskes im Februar 1930 folgten rasche Verhandlungen mit dem Großdeutschen Jugendbund, die am 4. Mai 1930 in einen Zusammenschluss mündeten. Die weiter unter dem Namen Deutsche Freischar auftretende Organisation hatte damit rund 16.000 Mitglieder. Die übrigen bündischen Organisationen wurden zum Anschluss eingeladen, jedoch nahm nur der Junabu im Juli 1930 dieses Angebot an. Die Deutsche Freischar wurde dadurch mit rund 20.000 Mitgliedern zur dominierenden Organisation der Bündischen Jugend, was in etwas dem Zwei- bis Dreifachen der anderen großen Bünde entsprach.
Die unterschiedlichen Führungsstrukturen führten aber schnell zu Spannungen innerhalb der neuen Organisation. Insbesondere das von Adolf von Trotha durchgesetzte strikte Führerprinzip innerhalb des Junabu, den dieser auf die gesamte Deutsche Freischar ausweiten wollte, stieß auf die Abwehr der eher korporativ ausgerichteten Mitglieder der „alten“ Freischar. Darüber hinaus versuchte Trotha einen strikt nationalistischen, antimarxistischen Kurs durchzusetzen, während andere Kräfte sich ideologisch weniger stark festlegen wollten. Im Oktober 1930 folgte die erneute Spaltung: Der Großdeutsche Jugendbund, der Junabu und der Gau Altpreußen der alten Freischar traten fortan als Freischar junger Nation auf, der Rest agierte weiter als Deutsche Freischar. Beide waren jeweils rund 10.000 Mitglieder stark.
Gleichzeitig mit dem Zusammenschluss von Freischar und Großdeutschem Jugendbund wurde Eberhard Koebel, bekannter unter seinem Fahrtennamen Tusk, aus dem Bund ausgeschlossen, einige Gaue folgten ihm und bildeten einen eigenen Bund, die Deutsche Jungenschaft vom 1. November 1929, zu dessen Bundesführer er wurde.
Am 17. Juni 1933 wurde der Bund gemeinsam mit den anderen Mitgliedsbünden des Großdeutschen Bundes durch den kurz zuvor ernannten Jugendführer des Deutschen Reiches Baldur von Schirach verboten.
Die Deutsche Freischar wurde 1946 als Sturmschwalben – Ring Deutscher Jugendgruppen wiedergegründet, nannte sich später Bündische Freischar und heißt seit 1950 wieder Deutsche Freischar. In den Jahren 1953 und 1954 ging ein Großteil des Bundes im neuen Bund auf, aus dem später der Bund deutscher Jungenschaften (BdJ) entstand.
Die Freischar blieb erhalten, hat aber heute nur noch einige hundert Mitglieder. Die Freischar war Gründungsmitglied des Ring junger Bünde (RjB). Mit Beschluss der Bundesversammlung am 19. Mai 2013 erklärte die Freischar ihren Austritt aus dem RjB.

## Bekannte Mitglieder
- Fritz Arlt – nationalsozialistischer Funktionär
- Ernst Buske – Jurist
- Horst von Einsiedel – Mitglied des Kreisauer Kreises
- Georg Götsch – Musikpädagoge
- Helmuth Kittel – Religionspädagoge
- Arno Klönne – Soziologe und Politikwissenschaftler
- Eberhard Koebel (tusk) – Gründer der Deutschen (autonomen) Jungenschaft vom 1. November 1929 (dj.1.11)
- Hermann Kügler – Chemiker und Volkswirt
- Oskar Kusch – U-Boot-Kommandant im Zweiten Weltkrieg
- Kurt Mothes – Botaniker
- Karl Otto Paetel – Journalist und Publizist
- Carl Dietrich von Trotha – Hochschullehrer und Mitglied des Kreisauer Kreises
- Heinrich Roth – Erziehungswissenschaftler und Pädagoge